# إمت الله رابية غلنوش سلطان
إمت الله رابية غلنوش سلطان (بالتركية الحديثة: Emetullah Rabia Gülnuş Sultan) ـ (واسمها الرسمي الكامل دولتلو عصمتلو أمة الله رابعة كلنوش والدة سلطان (السلطانة الأم) عالية الشأن حضرتليري) ـ (1642 ـ 6 نوفمبر 1715) هي الزوجة المفضلة للسلطان العثماني محمد الرابع، وأم والديه مصطفى الثاني وأحمد الثالث.

## حياتها
كانت رابعة كلنوش يونانية الأصل، ولدت في مدينة ريثيمنو بجزيرة كريت سنة 1642، وكان اسمها أوجينيا فوريا، وكان أبوها قسًا أرثوذكسيًا يونانيًا. أسرها العثمانيون سنة 1646 بعد احتلالهم مدينة ريثيمنو أثناء حرب كريت، وبيعت في الآستانة، وغُير اسمها إلى «ماه پاره» (وتعني فلقة القمر) وأُلحقت بالحريم في قصر طوب قابي، وهناك جذبت انتباه السلطان محمد الرابع، الذي رُزق منها بولدين خلفاه فيما بعد هما مصطفى الثاني (1664 ـ 1703) وأحمد الثالث (1673 ـ 1736).